# 코로나도 (영화)
《코로나도》(Coronado)는 미국에서 제작된 클라우디오 파 감독의 2003년 액션, 모험, 코미디 영화이다. 크리스틴 다틸로 등이 주연으로 출연하였고 보커 엔젤 등이 제작에 참여하였다.

## 출연

### 주연
- 크리스틴 다틸로
- 클레이턴 로너
- 마이클 로우리

### 조연
- 다니엘 자카파
- 게리 세르반테스

## 기타
- 미술: 마이클 마이어
- 배역: 폴라 로젠버그

## 한국어 더빙 성우진(MBC)
- 안지환 - 아넷 (클레이턴 로너)
- 박선영 - 클레어 (크리스틴 다틸로)
- 변종필 - 라파엘 (바이론 쿼로스)
- 최석필 - 산초 (다니엘 자카파)
- 송준석 - 윌 (마이클 로우리)
- 방성준 - 라모스 (존 라이스 데이비스)
- 정재헌 - 레니 (데이비드 얼 워터맨)
- 김두희
- 류승곤
- 양준건
- 이민하
- 한경화